# Isokaze
L'Isokaze était un destroyer japonais de la classe Kagerō. 

## Historique
Leur tenue à la mer, leur autonomie, leur puissance de feu et leur vitesse en faisaient les meilleurs navires de ce genre de la Marine impériale japonaise. Mais leur valeur fut amoindrie au cours de la guerre du fait qu'ils n'étaient pas équipés de radar ni de sonar. Sur les 4 unités de cette classe, la moitié fut perdue, notamment l'Isokaze qui, ayant participé activement à presque toutes les opérations japonaises importantes dans le Pacifique comme l'opération Ke, coula le 7 avril 1945. C'était un des destroyers d'accompagnement du Yamato. Alors qu'ils faisaient route vers Okinawa, ils furent attaqués par des appareils de l'aéronavale américaine, et l'Isokaze fut si gravement endommagé que le Yukikaze dut le couler.